# Банк Фінляндії
Банк Фінляндії (фін. Suomen Pankki, швед. Finlands Bank) — центральний банк Фінляндської Республіки, входить до Європейську систему центральних банків. Четвертий із найстаріших центральних банків світу. Банк випускав і регулював фінляндську марку до 1999 року, коли її змінила загальноєвропейська валюта євро.

## Історія
Банк Фінляндії заснований імператором Олександром I 1 березня 1812 року в Турку, столиці Великого князівства Фінляндського. Трохи більше ніж через місяць, 12 квітня, столицею оголошений провінційний Гельсингфорс. Місто почали реконструювати і відбудовувати і 1819 року перевели туди всі основні установи, у тому числі і Банк Фінляндії.
У період з 1840-х по 1890-ті роки Банк Фінляндії пройшов найважливіші етапи на шляху перетворення в центральний банк. Так 1840 року була проведена реформа Банку Фінляндії. 1860 року за указом імператора Олександра II, на території Великого Князівства Фінляндського була введена власна валюта — фінляндська марка, що містила чверть російського рубля. Через п'ять років, 1865 року, вона була відокремлена від рубля, і прив'язана до міжнародного срібного стандарту, а пізніше, 1877 року — до золотого.

### Голова
Термін повноважень генерального директора центробанку Фінляндії — 7 років. Призначення генерального директора Банку Фінляндії затверджується президентом країни. З 12 липня 2018 року посаду генерального директора обіймає Оллі Рен.

## Функції
Банк Фінляндії виконує чотири основні функції:
1. проводить грошову-кредитну політику і веде розслідування;
2. виконує банківські операції;
3. здійснює загальний контроль за стійкістю фінансової системи;
4. підтримує обіговий оберт грошей в країні.[2].

На основі закону 2008 року про антитерористичну діяльність і протидію корупції, банк може цікавитися ступенем політичного впливу клієнтів.

## Головна будівля банку
Проєкт будівлі був розроблений німецьким архітектором Людвігом Бонштедтом. Будівля побудована у 1882 році. Додаткове крило будівлі побудовано у 1960-ті роки.
Перед будівлею банку розміщений пам'ятник міністру фінансів і ідеологу фінського національного руху Югану Снелльману, відкритий 1923 року. На п'єдесталі можна побачити сліди від бомбардування 1944 року.